# Харбор (Орегон)
Харбор (енгл. Harbor) насељено је место без административног статуса у америчкој савезној држави Орегон.

## Демографија
По попису из 2010. године број становника је 2.391, што је 231 (-8,8%) становника мање него 2000. године.
| Група             | 2000.         | 2010.         |
| Белци             | 2.423 (92,4%) | 2.152 (90,0%) |
| Афроамериканци    | 9 (0,3%)      | 6 (0,3%)      |
| Азијати           | 5 (0,2%)      | 13 (0,5%)     |
| Хиспаноамериканци | 80 (3,1%)     | 112 (4,7%)    |
| Укупно            | 2.622         | 2.391         |